# 7 канал (Харків)
«7 канал» — регіональна телекомпанія, що веде мовлення на території Харківської області. Телеканал розпочав своє мовлення в лютому 1991 року, ставши одним з перших українських недержавних телеканалів. З моменту запуску мовлення проводиться в стандарті D/SECAM на 7-м метровому каналі з передавача, розташованого на висоті 208 метрів на телевежі Харківського обласного радіотелепередаючого центру. Вночі мовив телеканал АТН до 13 грудня 2022.

## Програми
- Харьковские известия
- Пряма мова
- Пріор
- КультУра
- Погода
- Батьківські збори
- Тут і зараз
- Мульткраїна
- Music Hall
- Музичний салон
- Поради адвоката
- Поради адвоката. Сімейні пристрасті
- Діалоги
- Смачна країна
- Факти про здоров'я
- Зроблено в Україні
- Для маленької компанії

## Канали/передавачі

### Аналогове мовлення (З 22 березня 2024 не працює)
- Ліцензія — НР № 00073-м від 21.03.2009 по 21.03.2016
- № каналу або частота — 7
- тип — ТВК
- місцезнаходження — м. Харків
- потужність — 0,1000 кВт
- оператор — ПАТ "Регіональна телемовна компанія «Тоніс-Центр»
- адреса — вул. Дерев'янка, буд. 1-а, м. Харків, Україна.
- територія розповсюдження — м. Харків

### Цифрове мовлення MX-5
- Ліцензія — НР № 00074-м від 07.09.2011 по 07.09.2018
- № каналу або частота — 1 канал
- тип — МХ-5
- місцезнаходження — м. Харків
- оператор — ТОВ «Зеонбуд»
- адреса — вул. Дерев'янка, буд. 1-а, м. Харків, Україна.
- територія розповсюдження — м. Харків і прилеглі райони